# Азијски део Русије
Азијски део Русије може се поистоветити и са облашћу Сибир, мада се Руски далеки исток са Владивостоком често не сматра делом Сибира. Азијски део Русије односи се на средишњи и источни део Руске Федерације, који се налази на азијском континенту и покрива површину од 13.115.000 km². Западну границу ка европском делу земље чине планина Урал, река Урал.
Азијски део Русије је више од 3 пута већи од европског, али у њему живи свега 22% становништва Русије или око 32 милиона људи, па је и густина нижа од државног просека (густина 2,44 ст./км²) и једна је од најмањих густина на свету. Највећи градови овог дела Русије су Новосибирск и Јекатеринбург, трећи и четврти град по величини у земљи, после далеко већих Москве и Санкт Петербурга у европском делу земље. Остали значајнији и већи градови у Азијском делу Русије су Омск , Краснојарск , Ангарск , Хабаровск , Владивосток , Јакутск , Магадан .. 

## Додатно погледати
- Европски део Русије
- Граница Европе и Азије
- Северна Азија